# Parc national d'Abisko
Vous lisez un « article de qualité » labellisé en 2012.
Le parc national Abisko (en suédois Abisko nationalpark) est un parc national du nord de la Suède, dans la commune de Kiruna, du comté de Norrbotten en Laponie et non loin de la frontière entre la Norvège et la Suède. Il est situé à l'ouest du village d'Abisko.
Il s'étend sur 77 km2 dans la vallée d'Abisko au sein des Alpes scandinaves et compte quelques sommets comme le mont Njullá. Au fond de la vallée coule la rivière Abiskojåkka qui, dans la partie inférieure de son cours, a creusé un canyon de 20 m de profondeur dans les schistes et dolomites de la vallée. La rivière se jette dans le lac Torneträsk au nord, formant à cet endroit un delta particulièrement important pour l'avifaune. Sa flore est l'une des plus riches des montagnes suédoises, principalement en raison de la teneur en calcaire du sol mais aussi de la présence de landes subalpines. En effet, si l'étage subalpin qui constitue la majeure partie du parc est avant tout recouvert d'une forêt de bouleaux, certaines zones sont dénuées de forêt et abritent alors une grande diversité de plantes alpines, avec des espèces rares telles que le rhododendron lapon ou la platanthère à grandes feuilles.
Cette zone est occupée par le peuple Sami depuis des siècles et aujourd'hui encore des membres de ce dernier y pratiquent l'élevage des rennes rythmée par leur transhumance. Le tournant de son histoire se situe à la construction de la ligne de chemin de fer Malmbanan en 1902 pour exploiter les mines de fer de la région, notamment celle de Kiruna. Outre l'utilisation de l'Abiskojåkka pour alimenter en électricité le chantier, cette ligne affecta surtout la zone en permettant le développement du tourisme. L'association touristique suédoise y construit sa première grande station de montagne dès 1902, station qui devint le point de départ du célèbre sentier de randonnée Kungsleden longeant tout le nord des montagnes suédoises. L'association fut aussi responsable de la création du parc national en 1909, qui devint ainsi, aux côtés de huit autres, les premiers parcs nationaux de Suède et d'Europe. Depuis, la station s'est agrandie à de nombreuses reprises avec l'augmentation du nombre de touristes et plusieurs infrastructures touristiques ont été créées. Ces infrastructures, combinées à la beauté naturelle de la vallée, en particulier du canyon et de,la vue de la vallée Lapporten, font d'Abisko le parc national le plus visité du nord de la Suède et l’un des plus hauts lieux du tourisme dans les montagnes lapones.

## Toponymie
Comme dans la majeure partie des montagnes lapones, les toponymes du parc national d'Abisko sont d'origine sames. Ils ont souvent deux graphies distinctes, une graphie same, et une graphie suédoise qui en dérive et qui dominait initialement, mais est petit à petit remplacée par la graphie same dans les cartes. Le nom Abisko est lui-même la transcription suédoise du nom du site, qui s'écrit en same du Nord Ábeskovvu. Comme beaucoup de noms de lieux sames, Ábeskovvu est composé de deux parties : la deuxième partie décrit le type de lieu, ici skovvu emprunté au suédois skog signifiant forêt, tandis que la première partie caractérise l'emplacement, ici Ábe désignant une vaste étendue d'eau (un lac, une mer ou un océan),. Le nom se comprend ainsi comme la forêt près du grand lac, le lac en question étant celui de Torneträsk. Les toponymes les plus courants sont jávri (lac), johka (rivière), vággi (vallée) et čohkka (montagne).

## Géographie

### Localisation et frontières

Carte topographique du parc.

Le parc national d'Abisko est situé dans la commune de Kiruna, à environ trente kilomètres de la frontière norvégienne, dans le comté de Norrbotten, à l'extrême Nord de la Suède. Il est ainsi entièrement situé à plus de 200 km au nord du cercle arctique. De par cette position, le parc est très éloigné des principales villes du pays, les plus proches étant Kiruna à environ 100 km et Narvik en Norvège à 75 km tandis que Stockholm est à plus de 1 300 km.
Il couvre une superficie de 7 700 ha, formant une bande d'environ quinze km de long selon un axe Nord-Sud pour cinq km de large. La frontière nord est le lac Torneträsk, partiellement inclus, tandis que la frontière sud coïncide approximativement au ruisseau Šiellajohka. À une vingtaine de kilomètres au nord-est d'Abisko se trouve le parc national de Vadvetjåkka.

### Relief

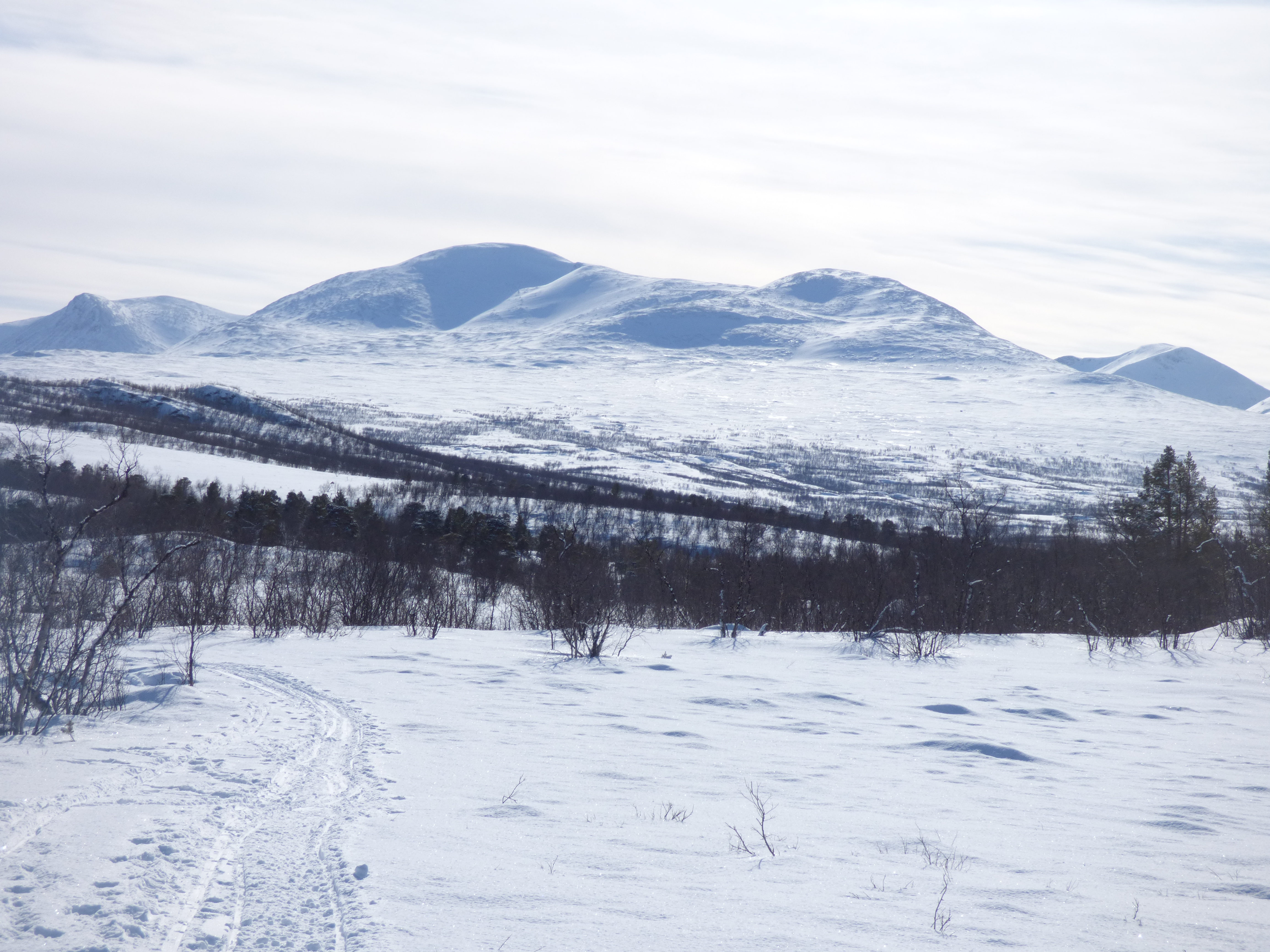
Reliefs neigeux dans le parc national d'Abisko. Avril 2018.

Le parc protège la partie basse de la vallée d'Abisko, l'une des principales de la zone de montagne des Alpes scandinaves parfois appelée Abisko-Kebnekaise, nommée d'après le massif du Kebnekaise, point culminant de la Suède avec 2 103 m. La vallée d'Abisko est orientée selon un axe nord-sud et rejoint au nord celle du grand lac Torneträsk, qui constitue le point le plus bas du parc avec 342 m au-dessus du niveau de la mer. Une des caractéristiques les plus notables est le canyon de la rivière Abiskojåkka, qui atteint une profondeur de 20 m. La vallée est entourée des deux côtés par plusieurs montagnes dépassant les 1 000 m d'altitude. Celles à l'ouest ont leur sommet au niveau de la frontière du parc : Njullá (1 164 m), Slåttatjåkka/Šloahtta (1 186 m), atteignant 1 174 m au niveau du parc, en constituant ainsi le point culminant, et Njunesgeahči,. À l'est, le paysage est plus doux, la vallée d'Abisko rencontrant celle de Nissonvággi ; les sommets sont plus hauts, mais situés en dehors du parc, le plus proche étant Giron (1 551 m) au sud dont les flancs s'étendent jusque dans les frontières du parc,.

### Climat

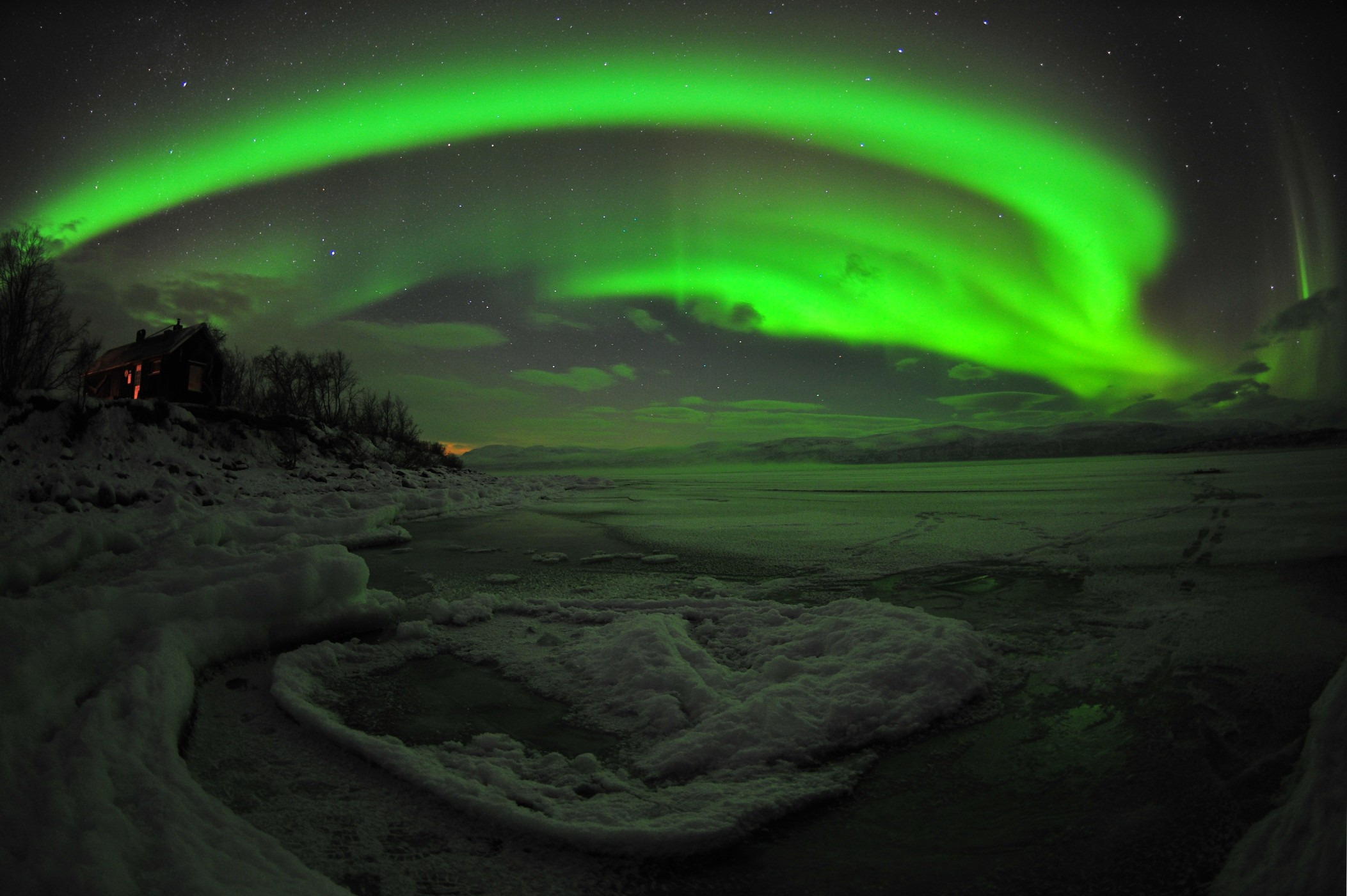
Aurore boréale dans le ciel d'Abisko

Du fait de la proximité avec l'océan Atlantique, Abisko a un climat plus océanique que les régions à l'est de la chaîne, telles qu'à Kiruna par exemple. Cela implique des écarts de température entre le jour et la nuit plus faibles, de même qu'entre les saisons, avec des hivers plus doux et des étés moins chauds. En revanche, le parc ne profite pas de l'humidité qu'apporte l'océan, étant situé dans une très nette ombre pluviométrique. Le climat est ainsi l'un des plus secs du pays, avec à peine plus de 300 mm de précipitations annuelles. Ceci est particulièrement notable si l'on compare à Riksgränsen, à 30 km de là, qui reçoit annuellement plus de 900 mm de précipitations, soit le triple d'Abisko. L'effet de foehn marqué provoque une fonte des neiges relativement tôt au printemps, les vallées étant libres de neige dès le mois de mai.
Étant situé au nord du cercle polaire, le parc connaît le soleil de minuit en été, visible entre le 12-13 juin et le 3-4 juillet dans la vallée, mais dont la durée augmente en altitude, étant visible par exemple entre le 31 mai et le 15 juillet du sommet de Njullá. À l'opposé, il est plongé dans la nuit polaire en hiver s'étalant officiellement du 5 décembre au 9 janvier, mais du fait de l'ombre des montagnes, le soleil ne se montre pas du 13 novembre au 31 janvier. En contrepartie, dans les nuits d'hiver, le ciel s'embrase fréquemment d'aurores boréales. Du fait de la clarté du temps, Abisko se vante d'être l'un des meilleurs endroits au monde pour les admirer.

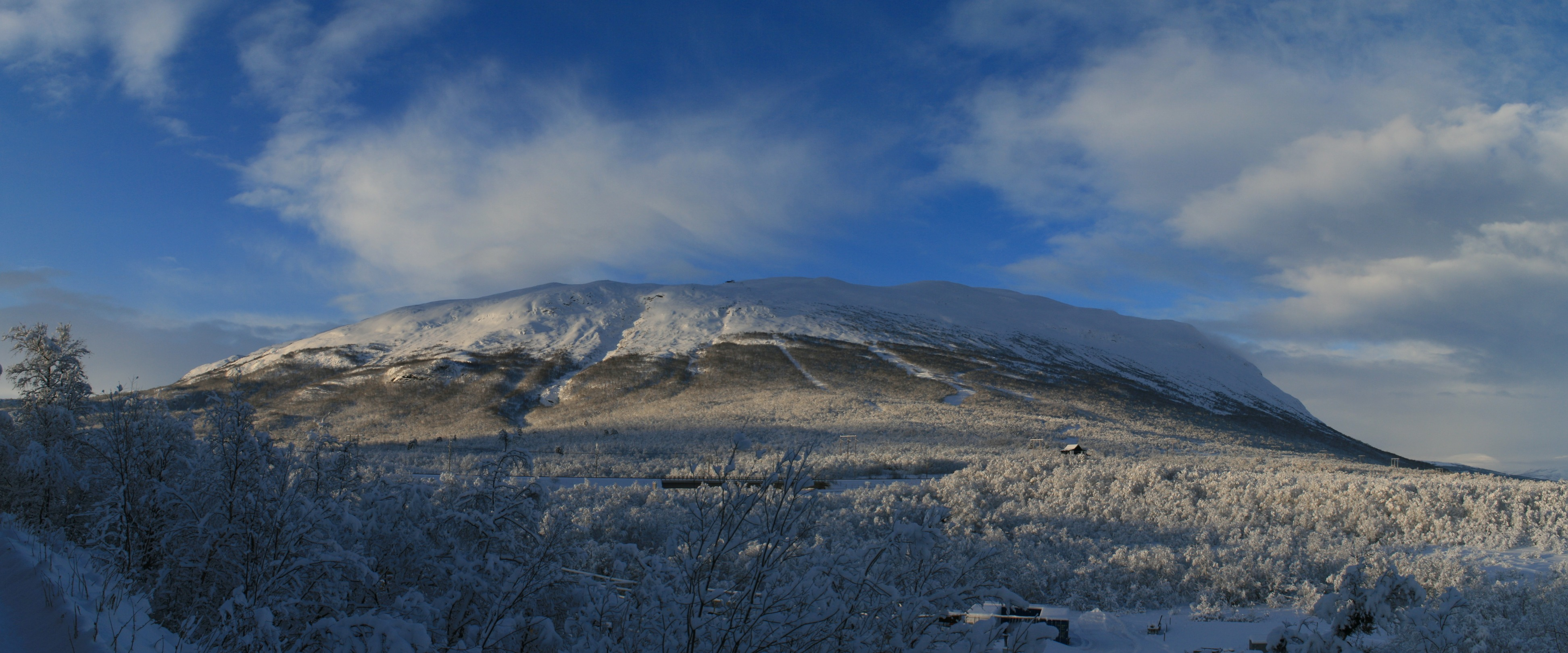
Njullá en hiver

| Mois                     | jan.  | fév.  | mars | avril | mai  | juin | jui. | août | sep. | oct. | nov. | déc. | année |
| ------------------------ | ----- | ----- | ---- | ----- | ---- | ---- | ---- | ---- | ---- | ---- | ---- | ---- | ----- |
| Température moyenne (°C) | −11,9 | −10,9 | −7,9 | −2,8  | 3,1  | 8,4  | 11   | 9,7  | 5,2  | 0,3  | −5   | −9,1 | −0,8  |
| Précipitations (mm)      | 24,7  | 18,7  | 15,3 | 12    | 13,2 | 22,2 | 53,7 | 44,6 | 23,3 | 27,7 | 22,4 | 25,9 | 303,7 |

### Hydrographie

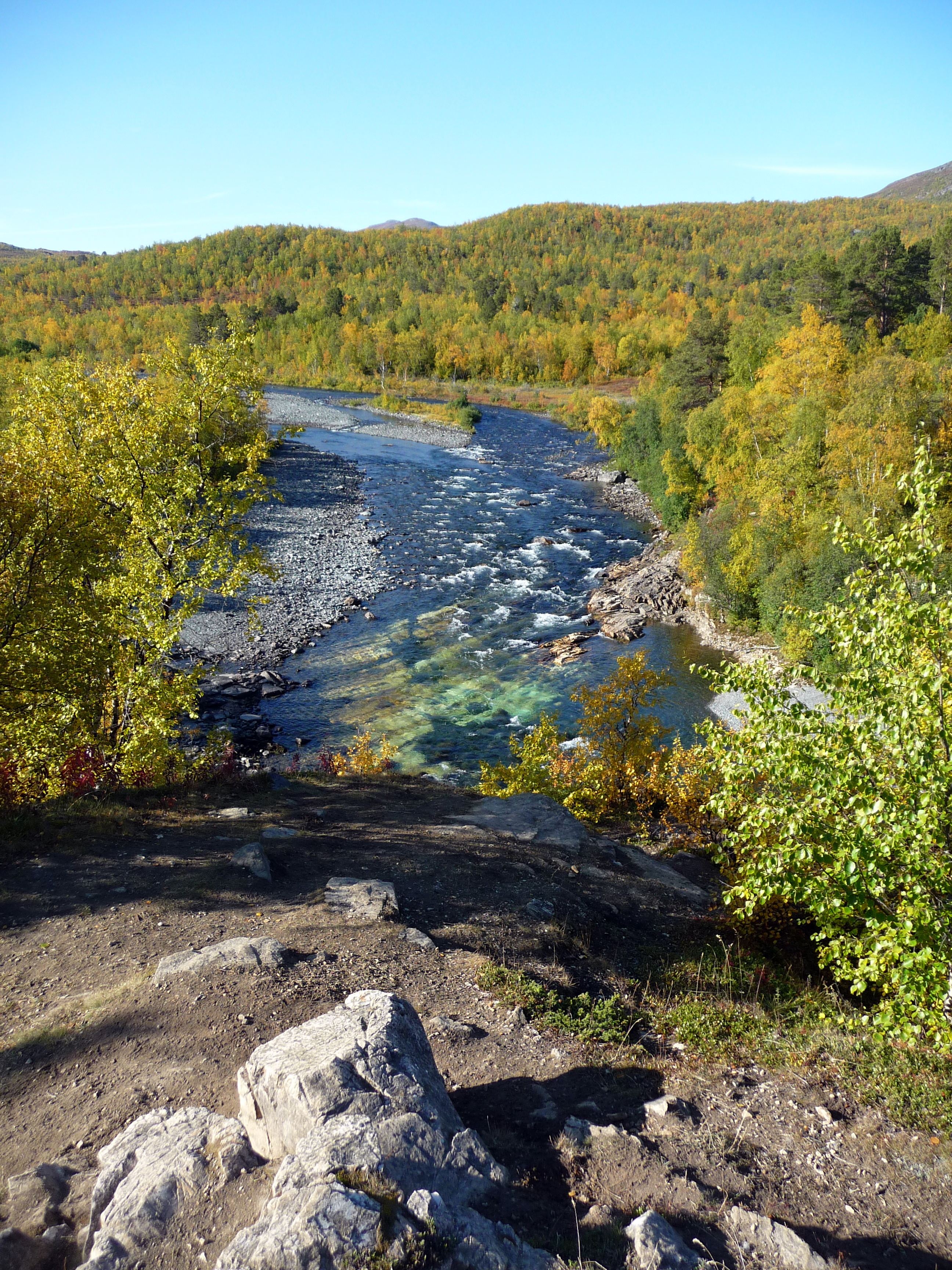
La rivière Abiskojåkka dans la forêt de bouleaux

Le parc est traversé dans toute sa longueur par la rivière Abiskojåkka/Ábeskoeatnu. Dans sa partie supérieure, cette rivière s'appelle Kamajåkka/Gamaeatnu, mais change de nom à la sortie du lac Abiskojaure/Ábeskojávri. Elle mesure au total environ 40 km de long pour un bassin versant de 544 km2. Le débit moyen à son embouchure dans le lac Torneträsk est de 32 m3/s durant les mois estivaux (de mai à septembre), correspondant à la période de débit maximal. Cette rivière est ainsi la principale source du fleuve Torne. Elle reçoit au sein du parc l'apport de plusieurs affluents, notablement de Šiellajohka, Ballinjohka et Nissonjohka depuis l'est et Gorsajohka depuis l'ouest.
Étant donné que peu de glaciers se situent dans le bassin versant de l'Abiskojåkka, relativement peu de sédiments sont charriés, comparé aux rivières du Kebnekaise et de Sarek. Malgré cela, quatre deltas sont situés sur son bassin versant, dont deux dans le parc : à l'arrivée dans le lac Ábeskojávri et à l'arrivée dans le Torneträsk.
Plusieurs lacs importants sont situés dans le parc, les principaux hormis le Torneträsk étant l'Ábeskojávri (480 m d'altitude, 32 m de profondeur), le Boazojávri (787 m d'altitude) et le Vuolip Njáhkájávri (408 m d'altitude et 13,5 m de profondeur),.

## Géologie

### Formation

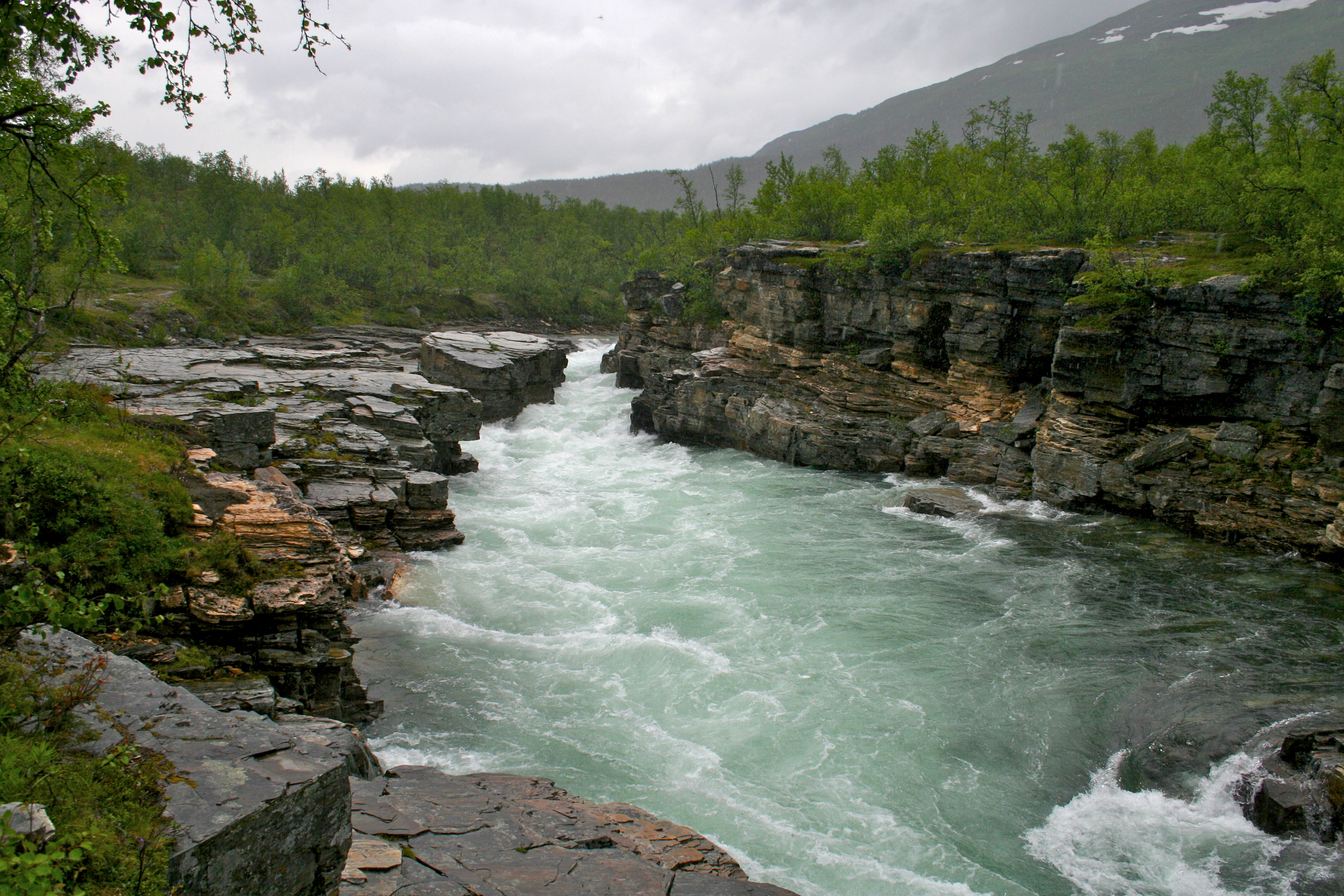
Le canyon de l'Abiskojåkka montre clairement les strates sédimentaires de la vallée d'Abisko

Le parc national d'Abisko fait partie des Alpes scandinaves et sa géologie est donc fortement marquée par l'orogenèse calédonienne. Cette orogenèse, datée d'entre 450 et 420 Ma, correspond à la fermeture du paléo-océan Iapetus et à la collision des plaques Laurentia (actuelle Amérique du Nord) et Baltica (actuelle Scandinavie),. La vaste chaîne ainsi formée est appelée chaîne calédonienne et correspond, outre les Alpes scandinaves, aux actuelles montagnes de l'Écosse, de l'Irlande, du Groenland et du Svalbard. Au cours de cette orogenèse, des nappes de charriage chevauchèrent le socle cristallin. Au niveau du parc national, on retrouve deux nappes importantes : celle d'Abisko et celle de Seve-Köli. La nappe d'Abisko est située sous celle de Seve-Köli, mais elle affleure au fond de la vallée du fait de l'érosion de la couche supérieure. Elle est constituée majoritairement de schistes résistants avec des niveaux de dolomites. Dans le passé, cette dolomite fut exploitée au niveau de marmorbrottet, près du canyon d'Abiskojåkka. Les montagnes à l'est de la vallée sont composées des roches de la nappe de Seve, des amphibolites et gneiss, tandis que les montagnes à l'ouest sont de la nappe de Köli, avec des micaschistes et des marbres de calcite. Dans les roches des montagnes de l'ouest, il n'est pas rare de trouver des grenats, parfois relativement gros.
Au cours des millions d'années qui suivirent la formation de la chaîne, les montagnes calédoniennes furent érodées jusqu'à former une pénéplaine. Mais à partir d'environ 60 Ma (Cénozoïque), la partie scandinave aussi bien que la partie nord-américaine subirent un important soulèvement tectonique. Les causes de celui-ci ne sont pas claires et plusieurs hypothèses ont été proposées. Une de ces hypothèses est l'influence du panache islandais, qui aurait soulevé la croûte. Une autre hypothèse est l'isostasie liée aux glaciations. Dans tous les cas, ce soulèvement permit de rehausser l'ancienne chaîne jusqu'à plus de 2 000 m en certains points.

### Morphologie glaciaire

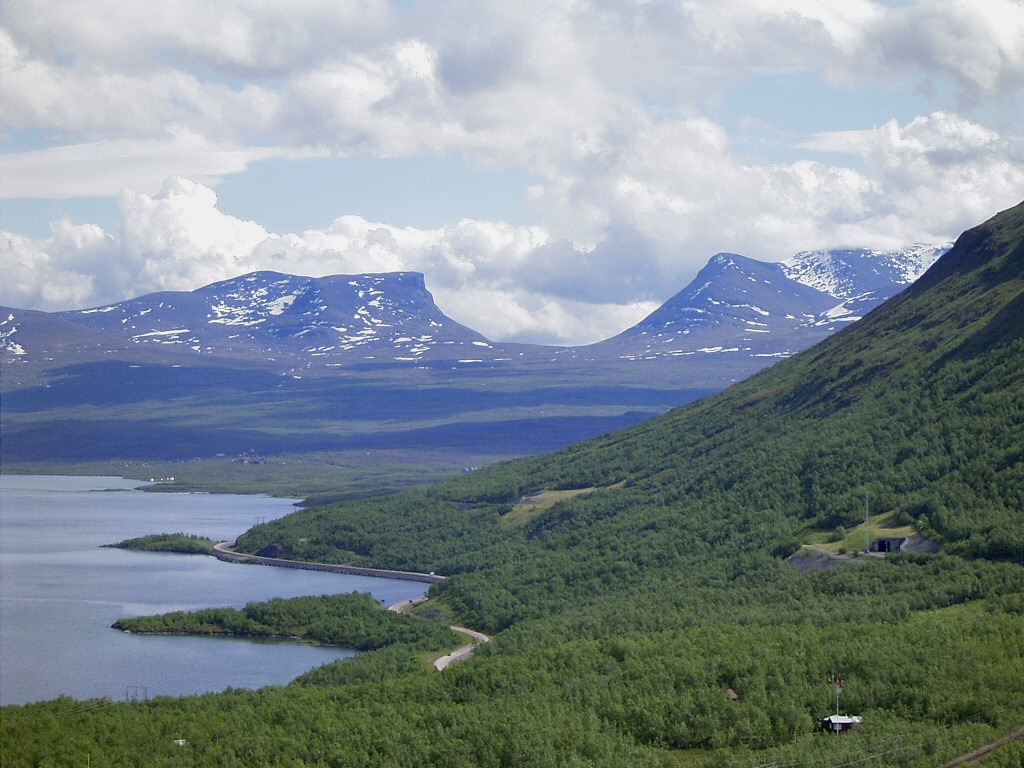
La célèbre vallée en U de Lapporten vue depuis Björkliden, avec Abisko au second plan.

Un des principaux responsables du relief actuel du parc est l'érosion glaciaire, en particulier durant les glaciations du quaternaire. Les glaciers étaient initialement des glaciers de cirque, principalement à l'ouest où les précipitations étaient plus importantes, mais se sont ensuite développés jusqu'à couvrir toute la Scandinavie de plusieurs kilomètres de glace,. La vallée d'Abisko était alors une des principales vallées où s'écoulait la glace des glaciers du massif du Kebnekaise. Ce glacier rejoignait ensuite le glacier de la vallée du Torneträsk. Les glaciers ont progressivement approfondi les vallées et leur ont donné le profil caractéristique de vallée en U, dont l'une des plus célèbres de Suède est Lapporten, juste à l'est du parc. Les plus grands glaciers sont ceux qui ont le plus fort pouvoir érosif, ce qui explique que les vallées secondaires sont souvent plus hautes que les principales, créant ce que l'on appelle des vallées suspendues. De même, la confluence des glaciers d'Abisko et du Torneträsk explique la grande profondeur du lac Torneträsk précisément à ce niveau (168 m),. Un autre facteur important pour comprendre l'importance relative de l'érosion en divers endroits est la nature des roches. Ainsi, dans le cas de la vallée d'Abisko, les montagnes à l'ouest sont constituées de roches beaucoup plus tendres (micaschistes) qu'à l'est (amphibolites), ce qui explique que les sommets à l'est sont plus hauts.

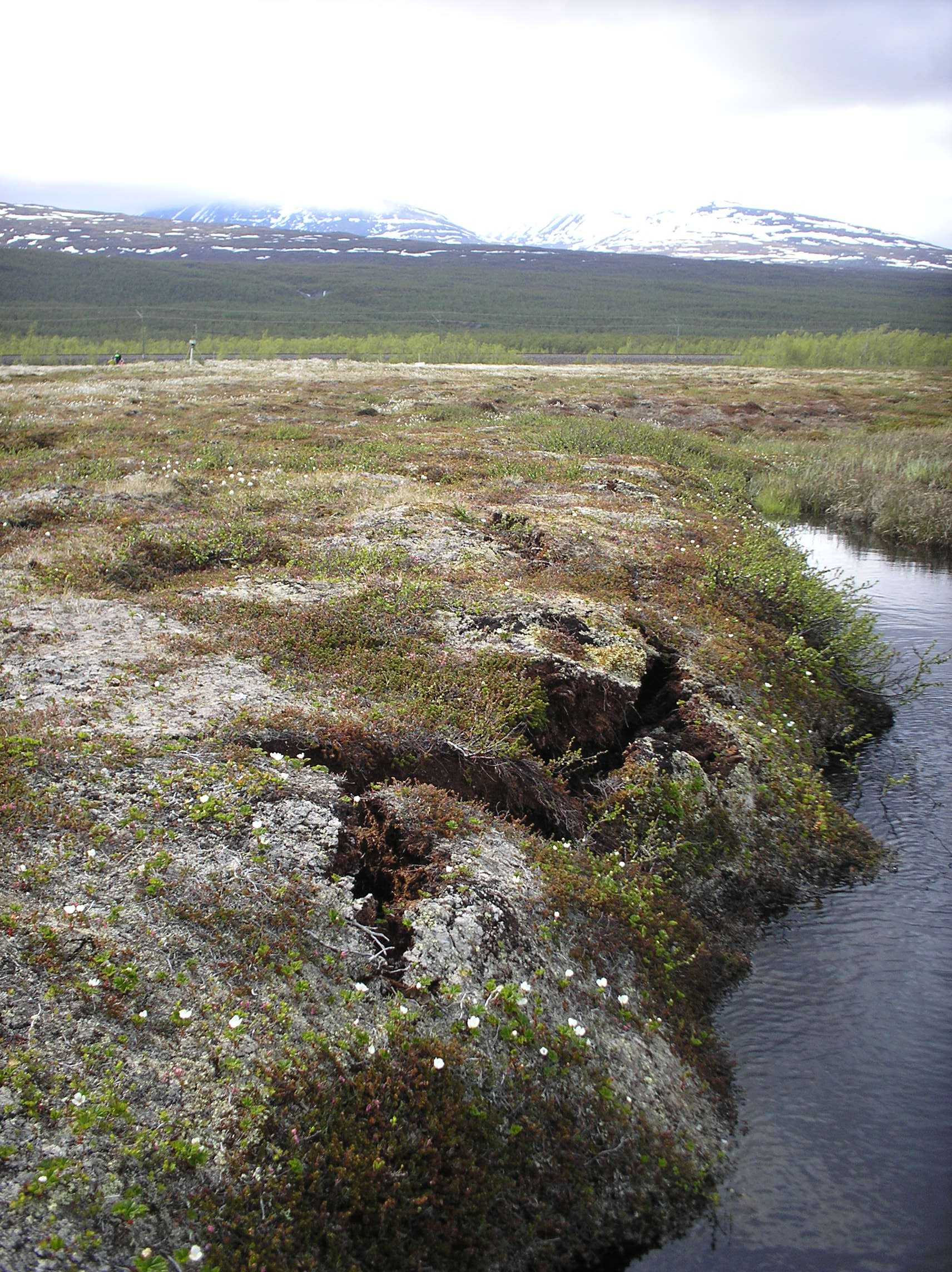
Un palse, une forme de tourbière en contexte de pergélisol, près d'Abisko

Lors du retrait des glaciers, à la fin de la dernière ère glaciaire, l'importante masse de glace des grandes vallées survécut souvent plus longtemps que celle des vallées annexes. Cette glace obstrua les torrents de ces dernières qui formèrent alors des lacs. Un de ces lacs se forma dans la vallée de Gorsavággi, bloqué par les glaces de la vallée d'Abisko, et plus tard lorsque celle-ci devint à son tour libre de glace, un lac se forma, bloqué par la glace de la vallée de Torneträsk. Les importantes quantités de sédiments apportées par les glaciers plus en amont se déposèrent dans ces lacs et à l'embouchure de la rivière dans ceux-ci. C'est ainsi que l'on peut de nos jours voir les terrasses alluviales dans la vallée de Gorsavággi à une altitude de 610 m et dans la vallée d'Abisko, au niveau de la confluence des rivières Nissonjohka, Gorsajohka et Abiskjåkka à 410-420 m d'altitude. De même, on peut remarquer les traces de l'important delta qui se forma lors de la déglaciation juste en amont de l'actuel delta de l'Abiskojåkka. Parmi la morphologie caractéristique de la déglaciation, on trouve des kames et kettles, le lac Vuolip Njáhkájávri étant par exemple dans un de ces kettles,.
Une des plus grandes attractions est le canyon de l'Abiskojåkka et ses marmites du diable. Cependant, d'autres canyons sont situés sur la Gorsajohka, ainsi qu'un canyon mort (c'est-à-dire sans rivière en son sein) au niveau de Rihtonjira sur les pentes du mont Njullá.

## Milieu naturel
D'un point de vue milieu naturel, le parc d'Abisko est surtout connu pour sa flore. La teneur en calcaire du sol permet une flore riche et variée, avec certaines plantes alpines rares voir absentes dans le reste du pays. D'après la classification du WWF, il est situé dans l'écorégion terrestre des forêts de bouleaux et prairies d'altitude scandinaves, majoritairement couvert de forêt de bouleaux (3 903 ha), le reste se répartissant entre prairies (975 ha) et landes (1 843 ha), avec seulement 86 ha de sols nus.

### Étage subalpin

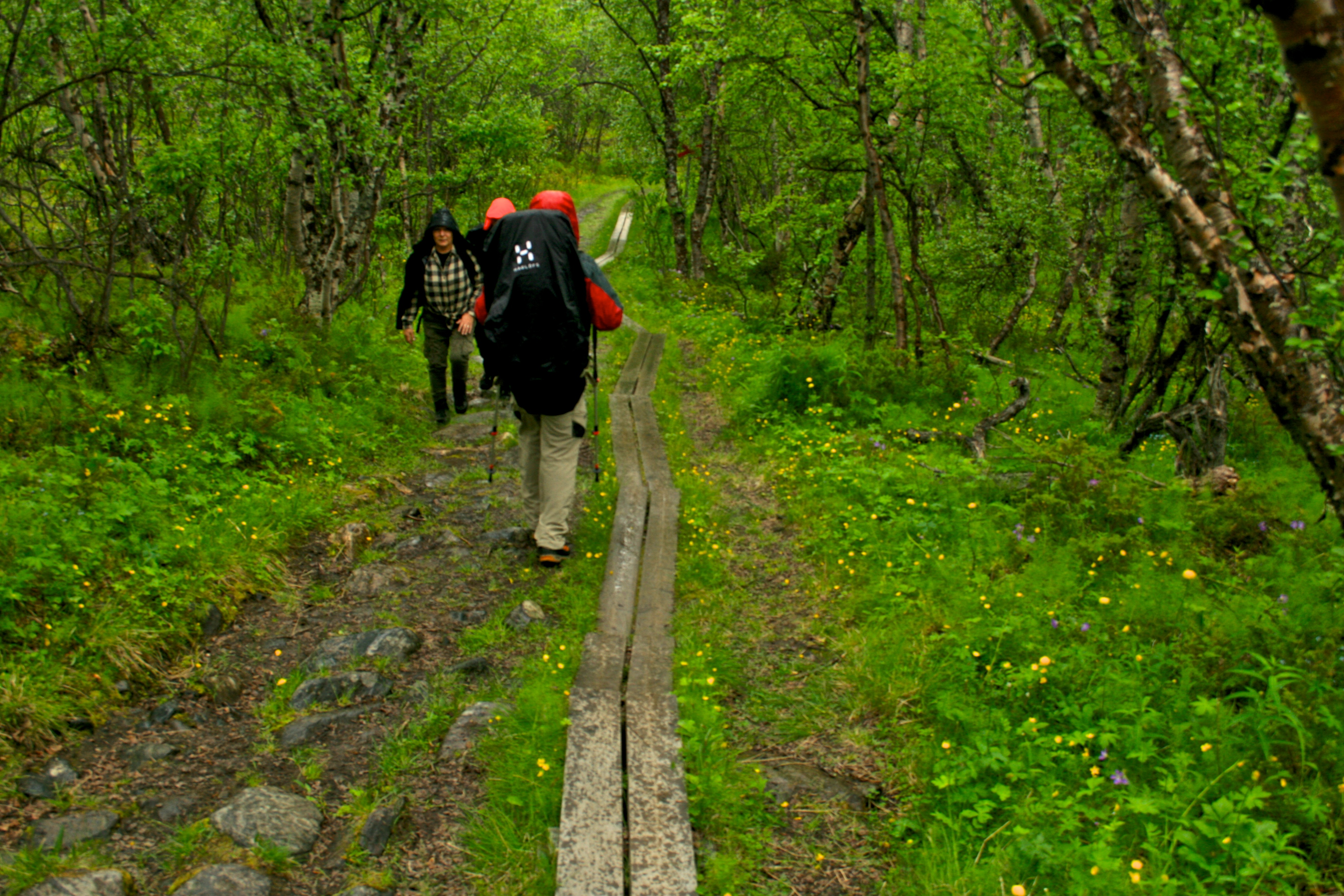
Forêt de bouleaux d'Abisko et ses sous-bois fleuris de trolles d'Europe

Toute la vallée d'Abisko est située dans la zone subalpine, caractérisée par ses forêts de bouleaux. On trouve quelques pins sylvestres (Pinus sylvestris) isolés, recherchant la douceur des versants sud. Les bouleaux sont une sous-espèce du bouleau pubescent (Betula pubescens) appelé bouleau tortueux (Betula pubescens subsp. tortuosa). Ces forêts furent très durement touchées par un développement massif de l'arpenteuse verte veloutée en 1954-1955. Ces larves ont mangé les feuilles des bouleaux au point de faire mourir un grand nombre d'arbres. On estime que trois quarts des vieux arbres ont ainsi péri durant cet évènement.
Dans une grande partie de ces forêts, la végétation basse est relativement pauvre. Les sous-bois abritent un certain nombre de baies, telles que la camarine noire (Empetrum nigrum), l'airelle rouge (Vaccinium vitis-idaea), la myrtille (Vaccinium myrtillus) et des bouleaux nains (Betula nana), ainsi que des tapis de linnées boréales (Linnaea borealis), des trientales d'Europe (Trientalis europaea), des pédiculaires de Laponie (Pedicularis lapponica) et des andromèdes bleues (Phyllodoce caerulea).
Lorsque l'humidité est plus importante, typiquement près des cours d'eau et des lacs, les sous-bois s'illuminent alors d'une flore plus riche. On trouve alors des saules à feuilles hastées (Salix hastata), de la parnassie des marais (Parnassia palustris), de la ronce des rochers (Rubus saxatilis), de la Pyrole de Norvège (Pyrola rotundifolia subsp. norvegica), de la bartsie des alpes (Bartsia alpina) et de la saussurée des Alpes (Saussurea alpina). Sur les pentes des monts Njullá et Slåttatjåkka, l'humidité est aussi plus importante, ce qui permet à la trolle d'Europe (Trollius europaeus), au géranium des bois (Geranium sylvaticum), à la laitue des Alpes (Cicerbita alpina) et à la cirse à feuilles variables (Cirsium heterophyllum) de pousser. En bas de ces pentes, on trouve même d'autres espèces d'arbres comme le merisier à grappes (Prunus padus) et de fleurs de milieux humides comme le cornouiller de Suède (Cornus suecica), ainsi que de fougères telles que le polypode du chêne (Gymnocarpium dryopteris).

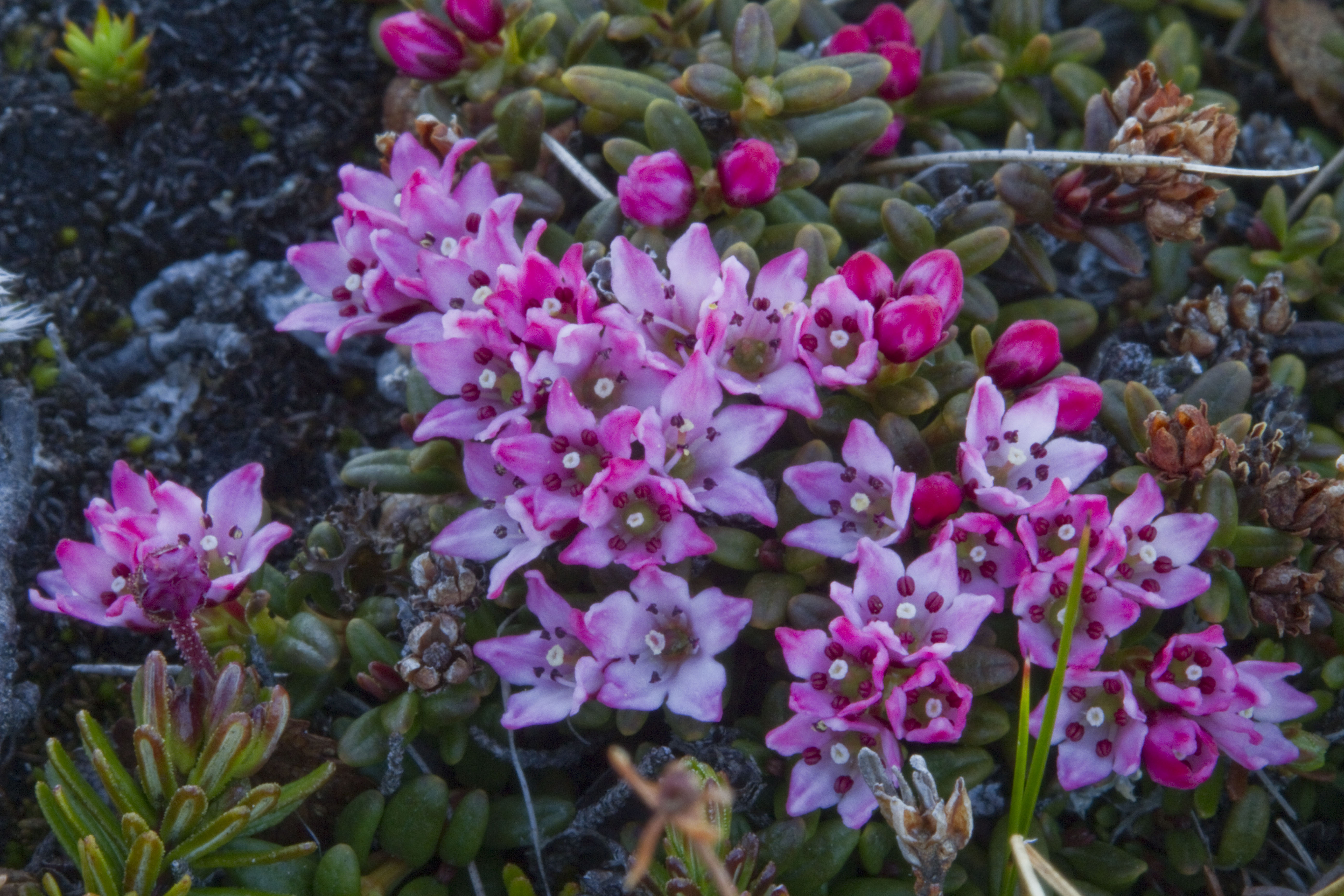
Azalée alpine dans le parc

Mais les milieux les plus remarquables de la zone subalpine sont les landes qui s'étendent le long du lac Torneträsk et au niveau de l'ancien delta de l'Abiskojåkka. La raison à l'absence d'arbres dans ces zones vient probablement d'un microclimat associé au lac Torneträsk. En effet, le lac est particulièrement vaste et atteint d'importantes profondeurs précisément au niveau d'Abisko (168 m). Ce gigantesque volume d'eau refroidit l'air en été, ce qui ralentit le bourgeonnement des arbres et localement en empêche le développement. Dans ces zones, des petites plaques de glace se forment au niveau du sol, favorisant la solifluxion et soulevant le sol en de petites buttes, ce qui limite aussi le développement des arbres. En revanche, ces sols de solifluxion, qui accumulent le calcaire et la dolomite, forment un substrat idéal pour une flore sans pareille dans le monde alpin suédois. Ainsi, à partir du printemps, ces landes voient une succession de couleurs, débutant en mai avec la saxifrage à feuilles opposées (Saxifraga oppositifolia), suivie en juin de la grassette des Alpes (Pinguicula alpina), de l'andromède (Andromeda polifolia), de la silène acaule (Silene acaulis) et du rhododendron lapon (Rhododendron lapponicum). Au milieu de l'été, c'est au tour de la dryade à huit pétales (Dryas octopetala) et du saxifrage faux Orpin (Saxifraga aizoides). Une des plus grandes raretés est l'orchidée platanthère à grandes feuilles (Platanthera obtusata), que l'on ne trouve qu'ici en Suède,.
Une autre curiosité de la zone subalpine est la présence de tourbières à palses, des buttes de tourbe dont le cœur est en permanence gelé.

### Étage alpin

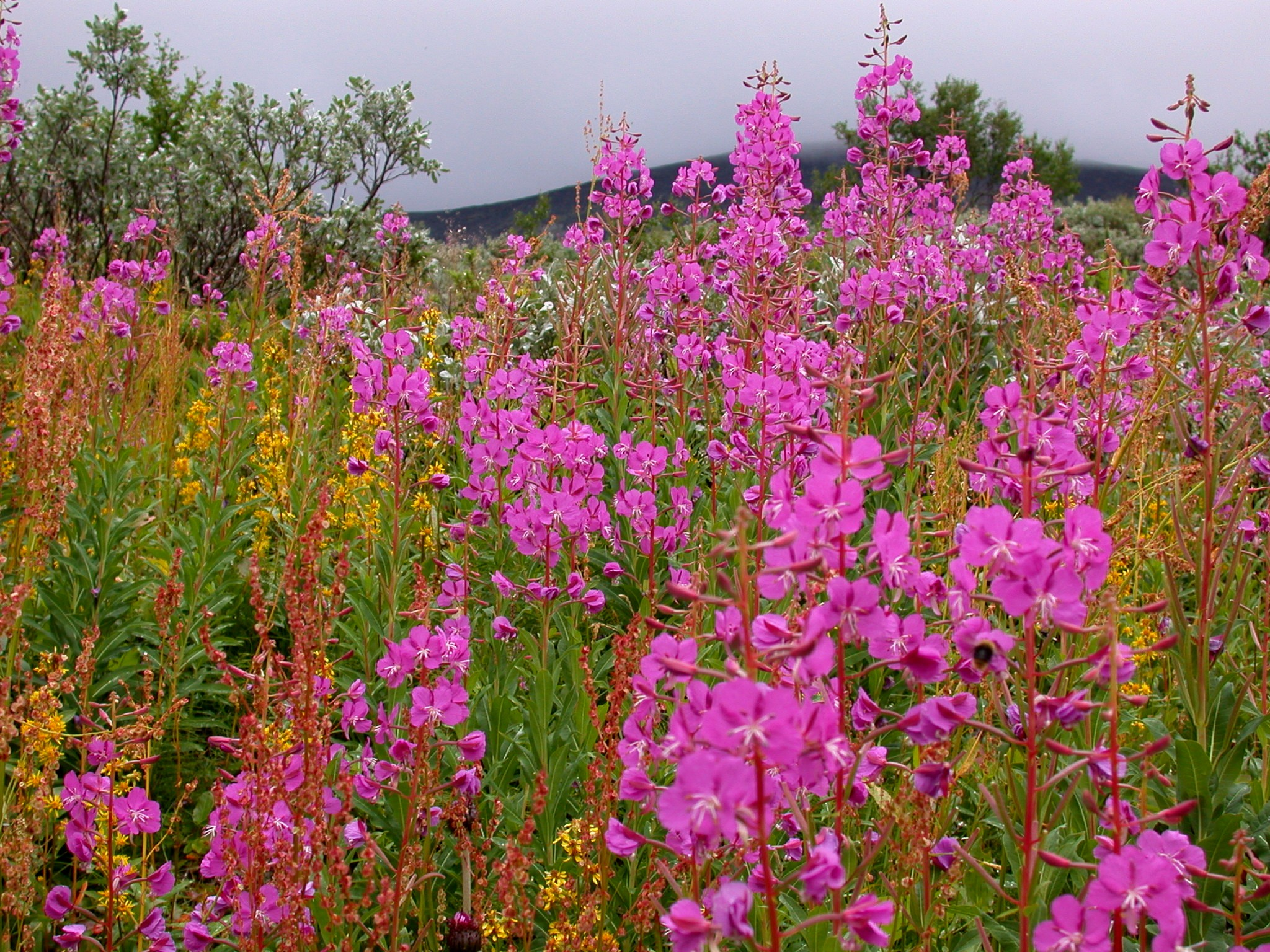
Prairies alpines près d'Abisko

La limite des bouleaux forme une barrière relativement nette au-delà de laquelle s'étend l'étage alpin. Cette limite se situe autour de 600 m, allant de 500 m sur les versants nord et au fond de la vallée (orientée vers le nord) à 700 m sur les versants sud. Les pentes des monts Njullá et Slåttatjåkka, plus humides et plus calcaires sont les zones les plus riches de l'étage alpin. Les prairies de ces pentes sont un spectacle de couleurs, avec le jaune de la potentille de Crantz (Potentilla crantzii), de la renoncule des neiges (Ranunculus nivalis), de la pensée à deux fleurs (Viola biflora) et de l'orpin rose (Rhodiola rosea), le blanc de la renouée vivipare (Polygonum viviparum), de la céraiste des Alpes (Cerastium alpinum), de la saxifrage penchée (Saxifraga cernua) et de l'arabette des Alpes (Arabis alpina), le violet de l'astragale des Alpes (Astragalus alpinus) et du compagnon rouge (Silene dioica), ou encore le bleu du myosotis des bois (Myosotis sylvatica), de la véronique des Alpes (Veronica alpina) et de la gentiane des neiges (Gentiana nivalis).
À des altitudes supérieures, on retrouve des landes, ressemblant aux landes subalpines lorsque le calcaire est présent, mais la floraison y est souvent plus tardive. En revanche, en l'absence de calcaire, ces landes sont plus dénudées, avec de la busserole des Alpes (Arctostaphylos alpinus), de l'azalée des Alpes (Loiseleuria procumbens) et de la diapensie de Laponie (Diapensia lapponica). Le saule nain (Salix herbacea), le saule polaire (Salix polaris) et la renoncule des glaciers (Ranunculus glacialis) sont les espèces les plus résistantes au froid et à la neige et se trouvent donc dans les zones les plus hautes où elles sont les seules à survivre.

### Faune

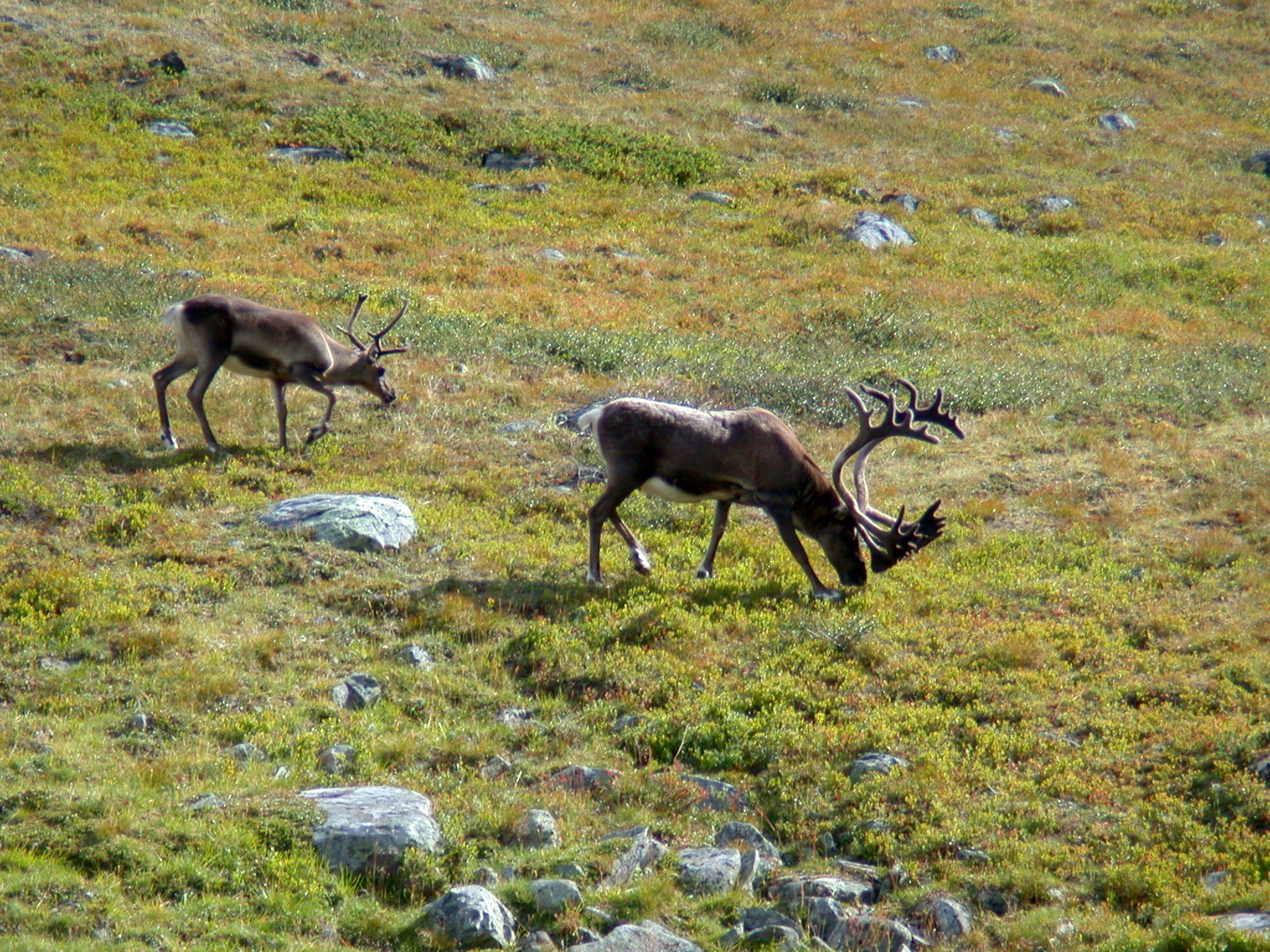
Comme dans le reste de la Suède, les rennes à Abisko sont tous domestiqués par les Samis

Les mammifères du parc n'ont pas été particulièrement inventoriés, à l'exception des grands prédateurs (loup, ours brun, lynx boréal et glouton) dont la population est étudiée annuellement. Les grands mammifères les plus nombreux sont l'élan (Alces alces), qui a fait son apparition au cours du XXe siècle, les rennes domestiques (Rangifer tarandus), le renard roux (Vulpes vulpes), ainsi que le lynx boréal (Lynx lynx), le parc étant l'une des zones les plus riches en lynx des montagnes du nord suédois,. Dans les grands prédateurs, le glouton (Gulo gulo) réside également régulièrement dans le parc, tandis que l'ours brun (Ursus arctos) et le loup gris commun (Canis lupus lupus) n'ont une présence au mieux qu'occasionnelle, tout comme le renard polaire (Vulpes lagopus) et la loutre d'Europe (Lutra lutra).
Comme dans le reste des Alpes scandinaves, les lemmings des toundras (Lemmus lemmus) marquent le parc par leur pics de population en moyenne tous les quatre ans,. Ces pics de population sont particulièrement importants pour tout l'écosystème alpin des Alpes scandinaves, le lemming constituant une source de nourriture pour un grand nombre d'espèces. Parmi les autres petits mammifères, l'hermine (Mustela erminea), le campagnol agreste (Microtus agrestis), le campagnol de Sundevall (Myodes rufocanus) et la musaraigne commune (Sorex araneus) sont les plus répandus.

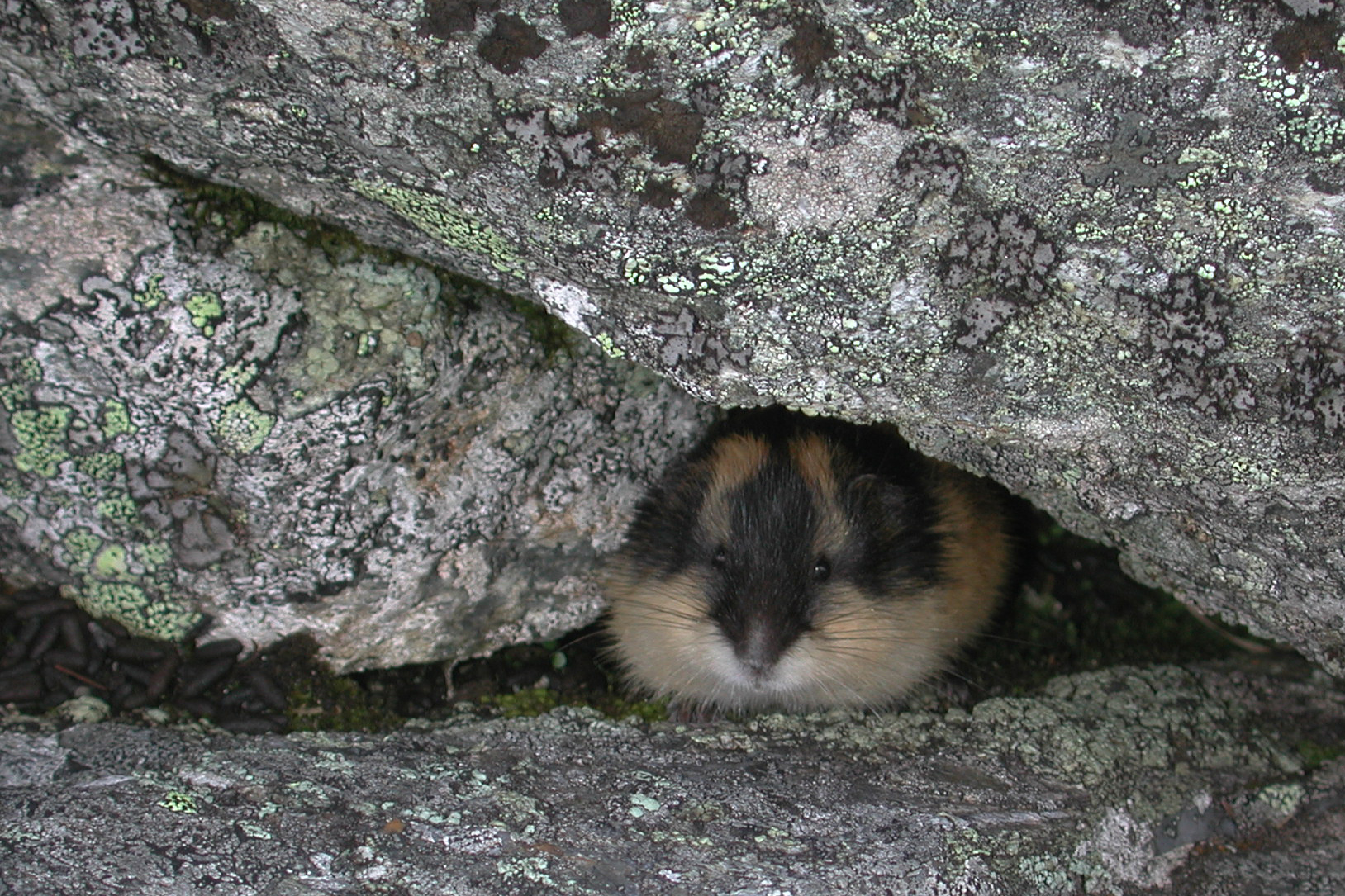
Lemming des toundras au niveau du mont Njullá

Contrairement aux mammifères, l'avifaune du parc est bien documentée. Il abrite environ 170 espèces d'oiseaux dont la moitié y niche. Cependant, peu d'espèces y passent l'hiver : il s'agit principalement du Grand Corbeau (Corvus corax), de la mésange à tête noire (Poecile atricapillus), de la mésange charbonnière (Parus major), de la pie-grièche grise (Lanius excubitor), du cincle plongeur (Cinclus cinclus) et des Lagopèdes.
Dans les forêts de bouleaux, quatre espèces représentent jusqu'à 60 % des individus ; il s'agit du pouillot fitis (Phylloscopus trochilus), du pinson du nord (Fringilla montifringilla), du sizerin flammé (Carduelis flammea) et de la grive mauvis (Turdus iliacus). Les autres espèces courantes sont la grive litorne (Turdus pilaris), le gobe-mouche noir (Ficedula hypoleuca), le rougequeue à front blanc (Phoenicurus phoenicurus), l'accenteur mouchet (Prunella modularis), le lagopède des saules (Lagopus lagopus) et la mésange boréale (Poecile montana). Le climat favorable de la vallée d'Abisko permet aussi à des espèces plus méridionales d'être représentées, telles que la fauvette des jardins (Sylvia borin) ou le torcol fourmilier (Jynx torquilla). La mésange lapone (Poecile cinctus) et le Grand Tétras (Tetrao urogallus) se rencontrent au niveau des quelques forêts de pins.

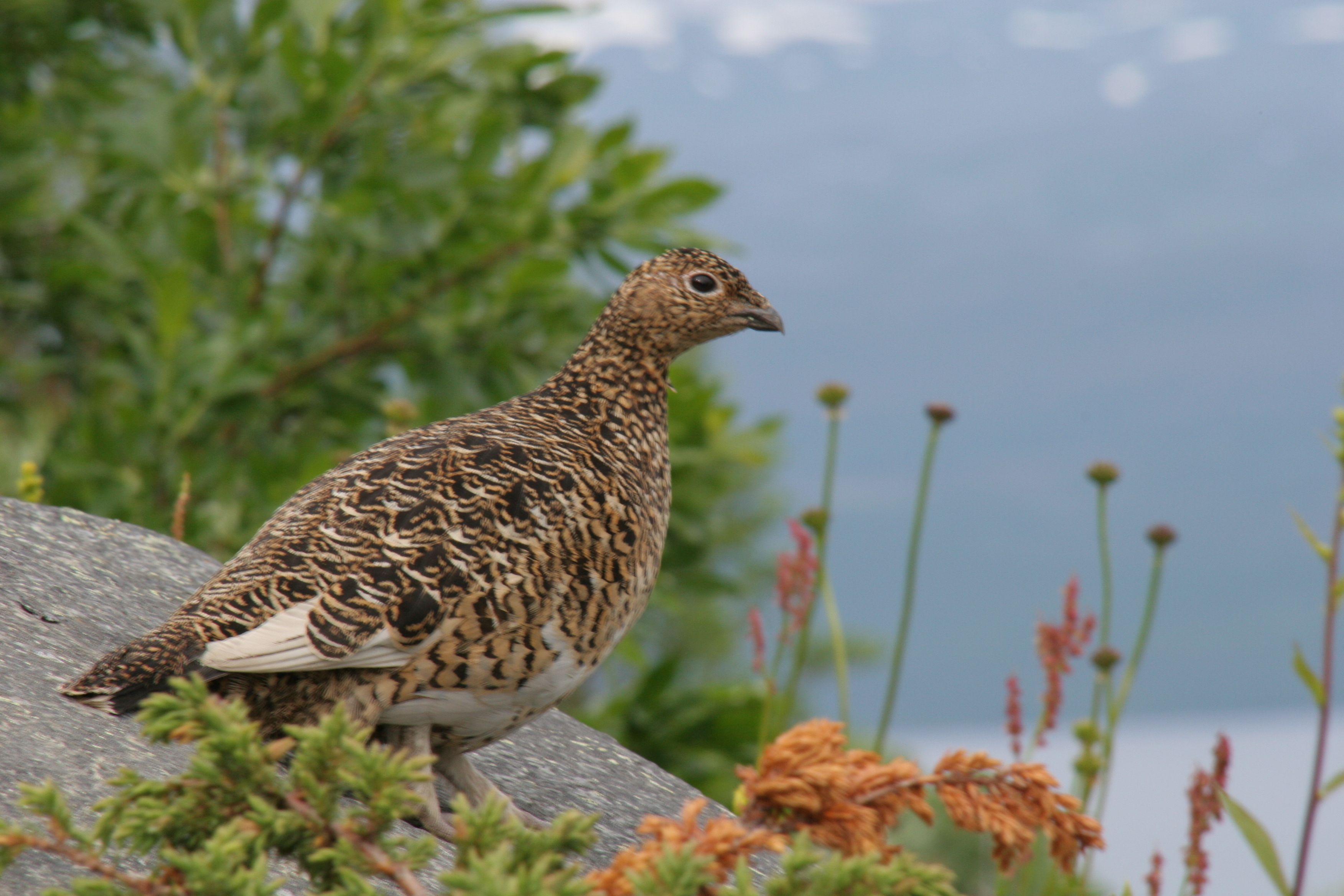
Lagopède des saules (femelle), à Abisko

Au niveau des petits lacs et marais, on trouve le plongeon catmarin (Gavia stellata), le chevalier aboyeur (Tringa nebularia), la bécassine des marais (Gallinago gallinago), le chevalier gambette (Tringa totanus), le fuligule morillon (Aythya fuligula) et le canard colvert (Anas platyrhynchos), tandis que lac Ábeskojávri est avant tout le repaire du canard siffleur (Anas penelope), de la macreuse brune (Melanitta fusca) et du fuligule milouinan (Aythya marila). Un site particulièrement important pour l'avifaune aquatique est le delta que forme l'Abiskojåkka en se jetant dans le Torneträsk. Bien que relativement petit, ce delta constitue en effet un site de nidification de choix pour le bécasseau de Temminck (Calidris temminckii), le pluvier grand-gravelot (Charadrius hiaticula), le canard siffleur, la sterne arctique (Sterna paradisaea), la bergeronnette printanière (Motacilla flava), le phragmite des joncs (Acrocephalus schoenobaenus) et le bruant des roseaux (Emberiza schoeniclus). Il s'agit aussi d'une aire de repos pour plusieurs migrateurs, tels que l'oie naine (Anser erythropus), le combattant varié (Philomachus pugnax), le courlis corlieu (Numenius phaeopus), le bécasseau variable (Calidris alpina), l'harelde kakawi (Clangula hyemalis) et le harle huppé (Mergus serrator).
Au niveau de la limite des arbres, le nombre d'espèces reste relativement important, avec entre autres le gorgebleue à miroir (Luscinia svecica), le merle à plastron (Turdus torquatus) ou les plus rares sizerin blanchâtre (Carduelis hornemanni) et linotte à bec jaune (Carduelis flavirostris). Mais aux plus hautes altitudes, seuls le pipit farlouse (Anthus pratensis) et le traquet motteux (Oenanthe oenanthe) sont vraiment communs, quoique le pluvier doré (Pluvialis apricaria), le labbe à longue queue (Stercorarius longicaudus), le lagopède alpin (Lagopus muta) et le bruant des neiges (Plectrophenax nivalis) se rencontrent aussi.
Parmi les oiseaux de proie, le faucon émerillon (Falco columbarius) et la buse pattue (Buteo lagopus) sont les plus courants, mais l'aigle royal (Aquila chrysaetos) niche aussi dans le parc.
Les reptiles et amphibiens sont relativement peu nombreux à de telles latitudes avec uniquement la grenouille rousse (Rana temporaria), et peut-être le lézard vivipare (Zootoca vivipara). Les principales espèces de poissons que l'on trouve sont la lotte (Lota lota) et le vairon (Phoxinus phoxinus) dans le Vuolip Njáhkájávri et l'omble chevalier (Salvelinus alpinus) et le corégone Lavaret (Coregonus lavaretus) dans le lac Torneträsk.

## Histoire

### Samis

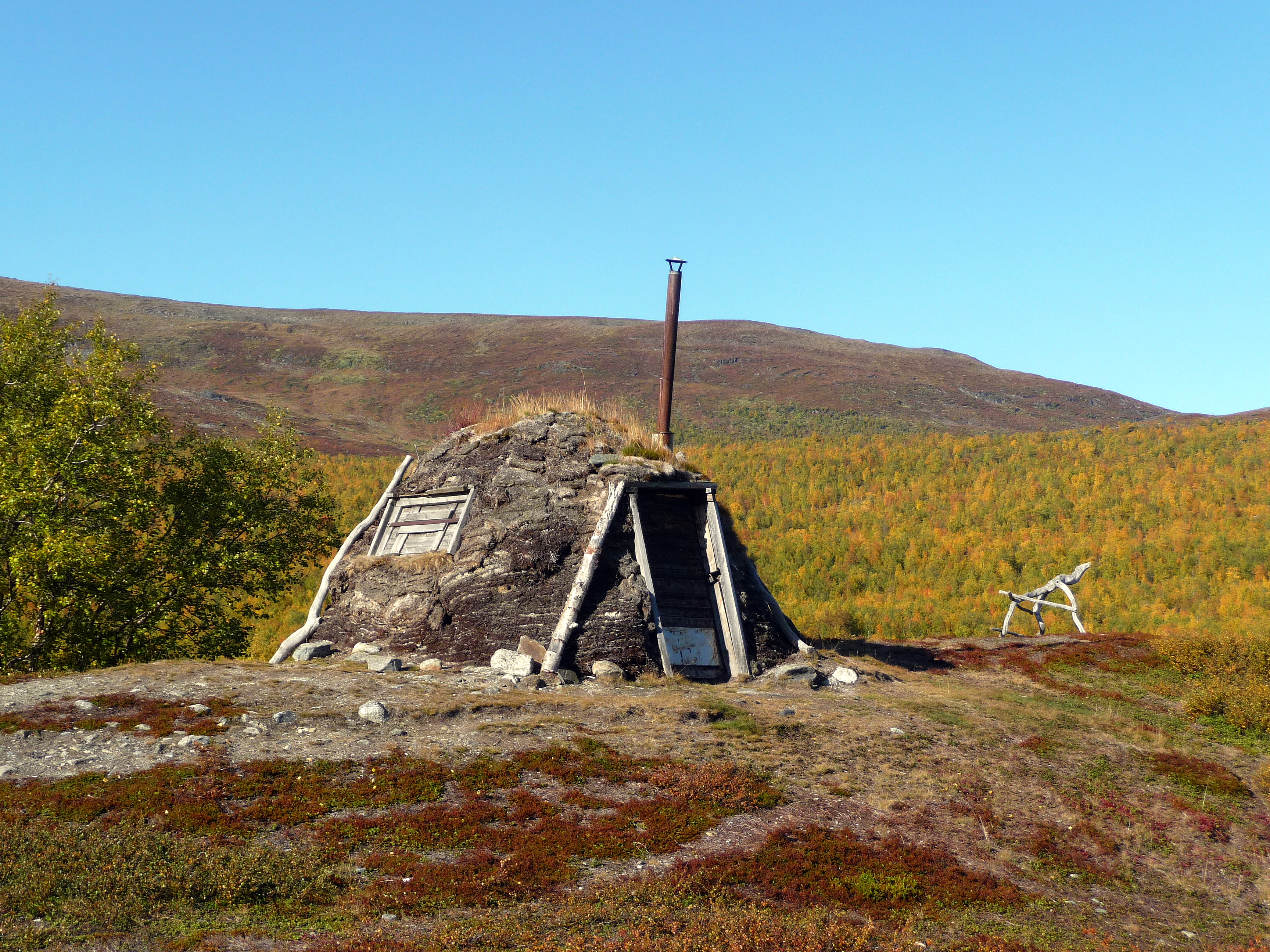
Une kåta au nord-est du lac Ábeskojávri

Comme tout le nord de la Scandinavie, le parc national d'Abisko était habité par le peuple Sami depuis plusieurs milliers d'années. Bien que cette culture ait évolué avec le temps, ils ont conservé une grande part de leurs pratiques traditionnelles, en particulier la place centrale du renne dans leur vie. Jusqu'au XVIe siècle, ils vivaient de la chasse au renne sauvage mais se sont convertis depuis lors à l'élevage. Ils ont cependant gardé leur mode de vie nomade, suivant les migrations naturelles des rennes vers les pâturages de la toundra alpine en été.
Ce mode de vie a généralement laissé peu de traces dans le paysage et Abisko n'échappe pas à la règle, avec essentiellement des pièges et des habitations traditionnelles (kåta). Elles se trouvent en particulier près de la confluence de la Gorsajohka et l'Abiskojåkka : le cours d'eau ici se fait plus calme, ce qui permettait aux rennes de le traverser. Une kåta se trouve aussi sur le versant sud du mont Slåttatjåkka, qui était auparavant un site de pâture important pour les rennes et leurs petits. Un lieu de sacrifice est aussi présent au niveau de Báddosdievvá, sur le chemin vers Lapporten. Les Samis y sacrifiaient à la fois des outils et des animaux, dont bien sûr des rennes.

### Du chemin de fer au parc national

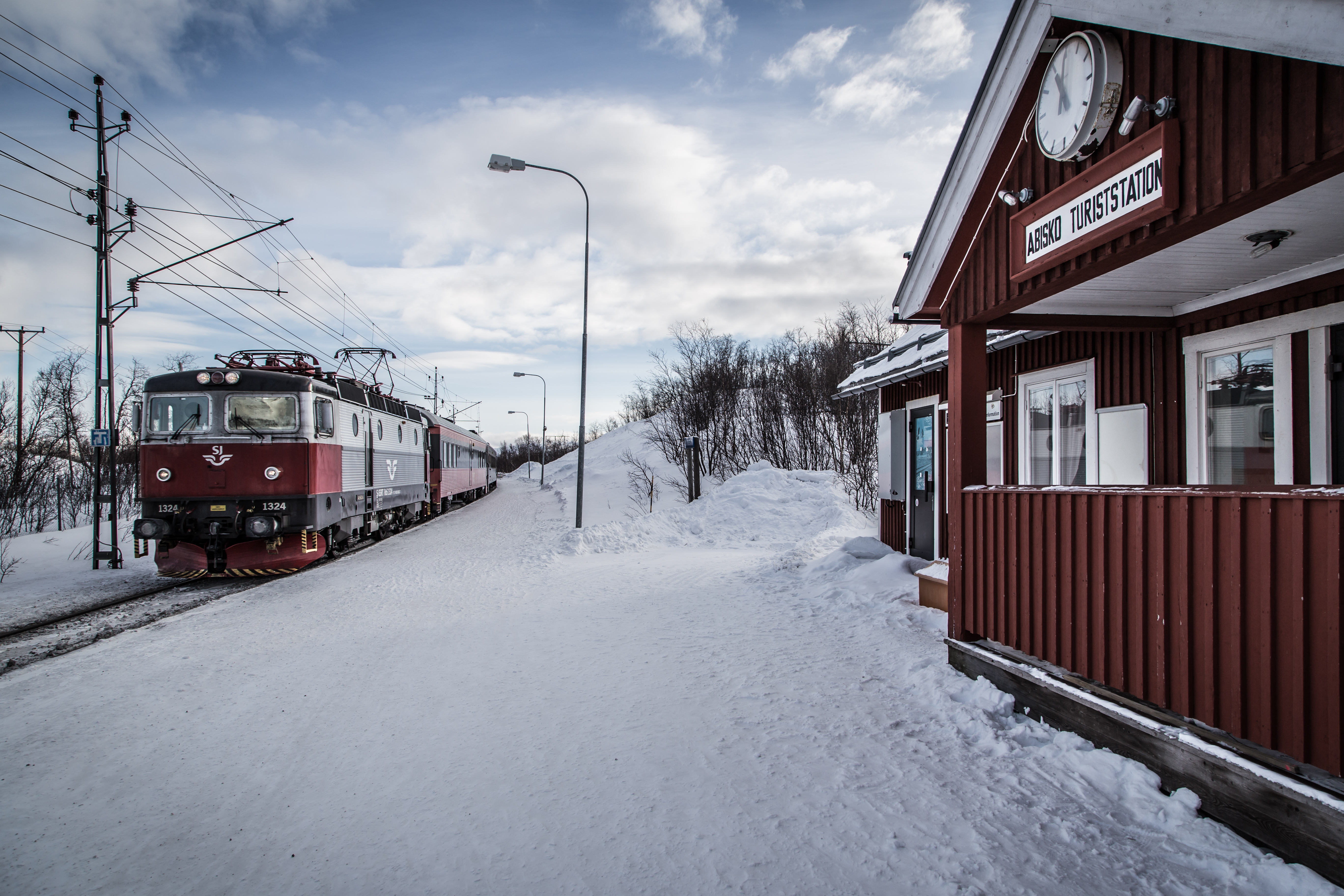
La gare du parc national.

Le grand nord suédois, en particulier les communes de Kiruna et Gällivare, possède d'importantes mines de fer, exploitées depuis le XVIIe siècle. Cependant, un des problèmes importants de ces mines était le transport du minerai, qui se faisait initialement à dos de cheval et de renne sur de longues distances. Afin de pallier ce problème, une ligne de chemin de fer, appelée Malmbanan, fut construite à partir de 1884 pour relier les mines au port de Luleå sur la côte suédoise de la mer Baltique. Mais en 1898, il fut décidé d'étendre la ligne vers l'ouest, pour transporter le minerai vers le port norvégien de Narvik, sur la côte Atlantique, qui avait l'avantage de rester libre de glace toute l'année,. Cette ligne de chemin de fer longeait le Torneträsk par le sud et passait donc dans l'actuel parc.
Un des problèmes pour le choix du tracé fut le mont Njullá, sujet à de fréquentes avalanches en hiver et glissements de terrain en été. La solution envisagée fut donc la construction d'un tunnel sous la montagne, sur une longueur de près d'un kilomètre. Mais pour alimenter la foreuse, il fut décidé de construire une centrale hydroélectrique sur l'Abiskojåkka. La construction commença en 1899 avec l'installation d'un barrage. Mais la première construction ne résista pas à la puissance de la rivière et fut emportée par le courant, entraînant la mort d'une personne. La construction reprit et s'acheva l'année suivante. L'eau était prélevée au niveau du barrage et entraînée dans une conduite de 220 m vers la centrale électrique, pour une hauteur de chute de 24 m. La construction de la ligne s'acheva en 1902 et elle fut inaugurée en 1903.
Après la construction de la Malmbanan, en 1902, la Svenska Turistföreningen (STF), association touristique suédoise, constituée en 1885 pour promouvoir le tourisme dans les montagnes suédoises, achète aux chemins de fer suédois (SJ) trois maisons d'officiers le long de la ligne, dont une à Abisko. Cette maison fut reconvertie en station touristique et permettait de passer une nuit pour 1 kr. Dès 1903, STF construisit une cuisine et dès 1904, l'association convainquit SJ de créer un arrêt au niveau de la station touristique. Le nombre de touristes augmenta rapidement, les installations devinrent trop petites, et en 1906, les bâtiments Härbärget puis l'année suivante Paviljöngen furent construits, permettant d'héberger respectivement 60 et 30 personnes. En 1907, le refuge d'Abiskojaure fut achevé ce qui constitua l'une des premières étapes dans la construction du chemin de randonnée Kungsleden (la voie royale) que STF planifiait depuis 1899. Pour aller de la station touristique au refuge, la STF utilisa le chemin utilisé pour transporter les matériaux pour la construction de la ligne de chemin de fer. Ainsi, en 1909, la section nord du Kungsleden fut praticable. Pendant ce temps, au niveau de la station touristique, plusieurs bâtiments furent ajoutés, et un quai pour bateaux fut construit sur les rives du Torneträsk. Au total, en 1909, les installations comprenaient 43 ha et 130 lits, étant de fait la plus grande installation de montagne de Laponie suédoise.
Pendant ce temps, les milieux scientifiques suédois commençaient à réfléchir à l'application du concept américain de parc national au pays, motivé initialement par l'explorateur Adolf Erik Nordenskiöld, puis par le botaniste allemand Hugo Conwentz. Le géologue Fredrik Svenonius, un des fondateurs de la STF, proposa alors que la vallée d'Abisko soit incluse à la liste des sites potentiels, ce qui se justifiait à la fois par la richesse de la flore et la beauté du site avec en particulier son canyon. C'est ainsi que le 28 avril 1909, la même année où la Suède promulgua les premières lois de conservation de la nature, neuf parcs nationaux, dont celui d'Abisko, furent établis et devinrent ensemble les premiers du pays et d'Europe. Le motif de la création du parc est de « préserver un paysage de montagne nordique dans son état naturel ».

### Développement touristiques
Pendant la Première Guerre mondiale, les bâtiments Härbärget et Paviljöngen furent fusionnés. En 1919, la lumière électrique fut installée, et en 1924, le chauffage électrique, ce qui permit aux installations de rester ouvertes en hiver, devenant ainsi la première station touristique ouverte l'hiver des montagnes de la Laponie suédoise. Tous ces développements n'étaient pas du goût des écologistes, qui considéraient que cela allait à l'encontre des principes de protection du parc national, mais les développements continuèrent.
Depuis 1907, les touristes de la station avaient commencé à organiser un petit jardin botanique près des bâtiments. En 1923, ce jardin fut repris par le botaniste Torsten Lagerberg, alors qu'il écrivait un livre sur la flore alpine suédoise. Le jardin mesurait alors 6 par 20 m et comprenait 174 espèces de plantes, dont certaines relativement rares. Ne pouvant être cueillies dans le parc national, elles étaient prélevées dans les régions alentour, parfois très loin. Après le départ du botaniste, le jardin délaissé poussa alors de façon erratique. Un nouveau jardin botanique fut commencé en 1938 par un jardinier, un peu en hauteur du premier.
Le tourisme continua à se développer et les touristes commençaient maintenant à affluer même depuis l'étranger. Dans les années 1930 et 1940, on commença alors à construire une nouvelle forme de logements pour les touristes : pas moins de 30 logements individuels furent construits près du bâtiment principal. Des voitures-lits de SJ furent même louées par STF pour héberger l'afflux de touristes et un emplacement de camping fut aménagé.
Le 9 avril 1940, quand Narvik fut attaquée par les Allemands lors de la Seconde Guerre mondiale (bataille de Narvik), une petite troupe suédoise rejoignit la station touristique. Le lendemain, elle fut rejointe par tout un bataillon qui investit alors toute la station, forçant les touristes à partir. Le parc fut alors converti en ligne de défense en cas d'éventuelle avancée des Allemands. Le 8 juin, l'information arriva que les Allemands avaient traversé la frontière suédoise, les soldats du parc furent alors mis en état d'alerte et la station touristique fut piégée pour pouvoir être détruite afin d’empêcher les Allemands de l'utiliser. Le 10 juin, la bataille fut terminée, mais des troupes continuèrent à stationner dans le parc. Ce n'est qu'à la fin du mois de septembre que les troupes quittèrent la station.

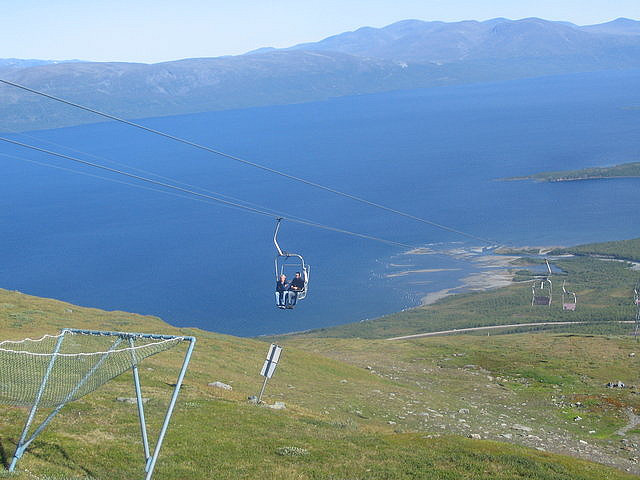
Le télésiège d'Abisko, avec au fond le lac Torneträsk et le delta

Le 29 avril 1949, un incendie se déclara dans la station touristique, qui détruisit l'intégralité du bâtiment principal, lequel était construit en bois (et était d'ailleurs parfois appelé Träslottet, c'est-à-dire le château de bois). Il fut donc décidé de reconstruire le bâtiment en briques pour éviter un nouvel incendie. Malgré les assurances, la STF n'avait pas les moyens d'entreprendre la reconstruction seule. L'association fit un grand prêt, dont une partie à la commune de Kiruna, et les membres de l'association purent acheter une brique pour 10 kr afin de participer au financement. Au total, le coût de la restauration fut de 4 000 000 kr, ce qui correspondrait en 2002 à environ 10 millions d'euros. Le 17 juin 1952, la nouvelle station fut inaugurée en grande pompe, en présence du roi Gustave VI Adolphe de Suède.
L'accroissement des installations touristiques put alors reprendre. En 1960, la STF lança un projet de construction de télésiège pour rejoindre les pentes du mont Njullá depuis la station touristique. Le gouvernement accepta cette entrave aux statuts du parc national en 1962. La construction du plus long télésiège de Suède, d'une longueur de 2 km pour un dénivelé de 500 m, put alors commencer. Avec la décision dans les années 1970 de construire une route le long de la Malmbanan (route qui porte maintenant le nom de route européenne 10), la station touristique se prépara à l'afflux des touristes en voitures en construisant un parking et un nouveau terrain de camping. La route fut inaugurée en 1980. L'année suivante, Naturvårdsverket décida la création d'un Naturum, centre d'information sur la nature du parc. En 1986, le parlement décida d'autoriser la construction d'un nouveau tunnel ferroviaire dans la montagne Njullá, quoiqu'avec une attention toute particulière pour protéger la nature pendant les travaux.
En parallèle aux développements touristiques, le pays tenta aussi d'étendre la protection de la zone avec plus ou moins de succès. En 1986, le parc national fut inclus dans la première réserve de biosphère du pays : la zone du Torneträsk, d'un total de 96 500 ha. Cette réserve fut cependant déclassée en 2010 à la demande de la Suède. En 1988, Naturvårdsverket proposa la création du plus grand parc national du pays : le parc de Kirunafjällen, couvrant l'essentiel des montagnes de la commune de Kiruna, soit 4 360 km2, dont le parc d'Abisko et de Vadvetjåkka, ainsi que le Kebnekaise. Mais le projet avorta à cause d'une importante opposition locale. Une proposition plus modeste fut effectuée en dans le nationalparksplan de 2008, visant à la création d'un nouveau parc couvrant uniquement le massif du Kebnekaise.

## Gestion et administration
Comme pour la plupart des parcs nationaux de Suède, la gestion et l'administration sont divisées entre l'agence suédoise de protection de l'environnement (Naturvårdsverket) et le conseil d'administration des comtés (Länsstyrelse). Le Naturvårdsverket est chargé de la proposition des nouveaux parcs nationaux, sur consultation des conseils d'administration des comtés et des communes, et la création est entérinée par un vote du parlement. Le terrain est ensuite acheté par l'État, par l'intermédiaire du Naturvårdsverket. La gestion est ensuite confiée principalement au comté, c'est-à-dire au conseil d'administration du comté de Norrbotten pour le parc d'Abisko.
Les règles générales du parc sont relativement strictes : la pêche, la chasse, la cueillette (à l'exception des baies et champignons comestibles) ou toute autre activité pouvant nuire à la nature sont interdites. L'utilisation de tout véhicule motorisé est interdite, à l'exception de la route traversant le parc ainsi que d'une voie pour motoneige.
Afin de concilier les activités touristiques et la protection du parc, celui-ci est divisé depuis 1987 en trois zones, avec différents niveaux de protection. La zone 1, située dans le haut de la vallée, à l'ouest de l'Abiskojåkka, constitue le cœur sauvage. Aucune infrastructure touristique n'y est présente et la nature peut s'y développer sans intervention humaine (protection passive). Dans la zone 2, qui constitue la majeure partie, dans le bas de la vallée ainsi qu'à l'est de la rivière et au sud du lac Ábeskojávri, le tourisme est plus présent, avec des sentiers de randonnée, des aires de repos, des panneaux d'information… Il y est cependant interdit de faire du feu ou d'y mettre sa tente, sauf dans les endroits prévus à cet effet. Enfin, la zone 3 n'est qu'une mince bande autour du Kungsleden. C'est ici que la pression touristique est la plus importante et la protection y est donc active. Enfin, l'accès au delta de l'Abiskojåkka au niveau du Torneträsk est interdite entre le 1er mai et le 31 juillet (aire de protection des oiseaux).
Les Samis bénéficient de plusieurs dérogations aux règles sus-citées. En effet, depuis 1977, le peuple Sami est reconnu par la Suède comme peuple autochtone et minorité nationale, ce qui implique que le peuple et son mode de vie sont protégés par la loi. Ainsi, les Samis du village de Gabna ont le droit de pratiquer l'élevage de rennes ainsi que de pêcher. Dans le cadre de ces activités, l'utilisation de bateaux motorisés, de motoneiges, ou d'aéronefs est autorisée. De même, la chasse est autorisée à l'exception des grands mammifères (ours, lynx, glouton, élan) et des aigles. Le parc est essentiellement un terrain de passage vers les pâturages d'été plus haut dans les montagnes. Il n'est donc pâturé qu'au printemps et en automne.

## Tourisme

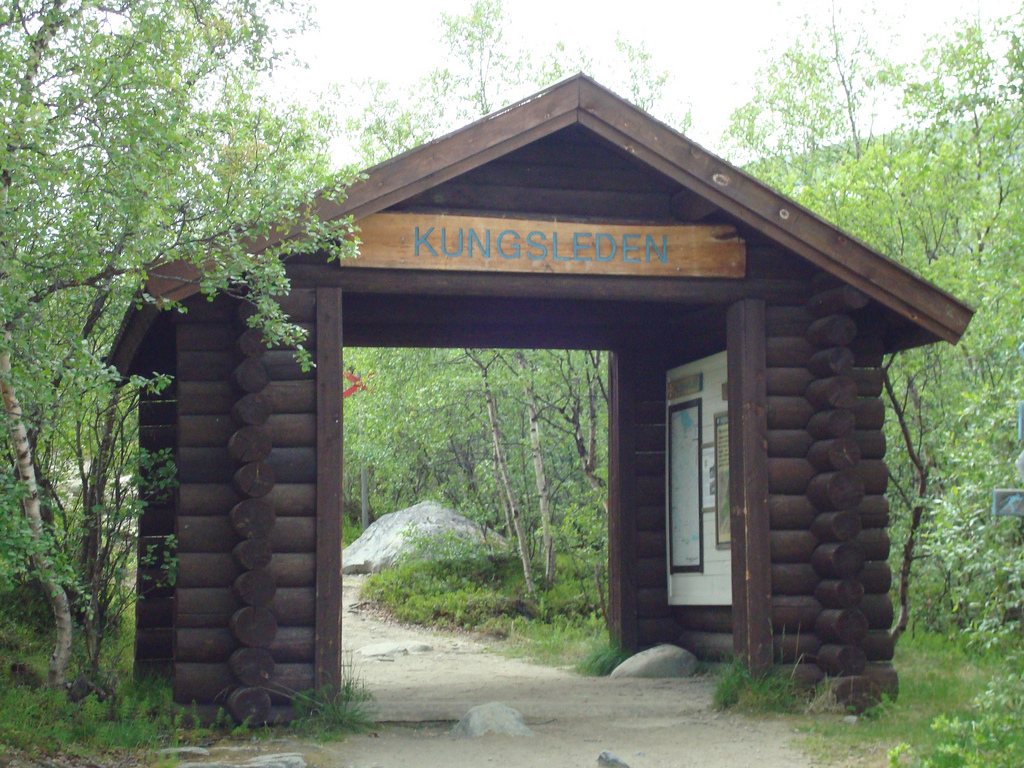
Le portail marquant le début du Kungsleden, dans le parc d'Abisko

Le parc national d'Abisko est visité par plus de 40 000 visiteurs par an, ce qui en fait le parc national le plus visité du comté de Norrbotten, bien que ce comté est celui du pays qui en compte le plus et possède la majeure partie de leur surface cumulée. Ceci s'explique en partie par le fait que c'est le plus accessible, la route européenne 10 et la ligne de chemin de fer Malmbanan le traversant en son extrémité nord, permettant de relier le parc aux villes de Kiruna en Suède et de Narvik en Norvège. La gare et les parkings se situent au niveau de la station touristique d'Abisko. Cette station, opérée par l'association touristique suédoise Svenska Turistföreningen (STF), possède de nombreuses possibilités d'hébergement allant du terrain de camping à des habitations individuelles, en passant par des chambres de type hôtel ou plus rudimentaires,. La station comprend aussi un restaurant et des possibilités d'acheter ou de louer des équipements de randonnée. Elle comprend aussi le Naturum : le centre d'information sur la nature du parc et des montagnes environnantes. La station touristique emploie en tout une cinquantaine de personnes, dont certains saisonniers. Si l'on se base sur le nombre de nuitées dans la station touristique, 60 % des touristes arrivent en été (juin-octobre) et 40 % en hiver (février-mai). Si l'essentiel des touristes hivernaux sont suédois, 25 % des touristes estivaux sont étrangers.
En plus d'être très accessible, le parc national dispose d'un grand nombre d'attraits touristiques et offre un large choix d'activités. Ainsi, les touristes peuvent découvrir une flore variée et colorée, le canyon de l'Abiskojåkka, la vue sur la célèbre vallée de Lapporten. Ces points sont aisément accessibles grâce à un important réseau de sentiers, dont en particulier le Kungsleden, un des plus anciens et des plus connus des chemins de randonnée du nord du pays. Le chemin s'étire entre Abisko au nord et Hemavan au sud sur une longueur de 425 km, longeant ainsi toute la partie nord des montagnes suédoises. Il permet en particulier de rejoindre le Kebnekaise, point culminant du pays, et les parcs nationaux de Stora Sjöfallet et Sarek plus au sud. Le chemin commence au niveau de la station touristique, puis longe la rivière Abiskojåkka par l'est, permettant d'admirer en chemin le canyon formé par la rivière. Après environ 15 km de randonnée se trouve le refuge d'Abiskojaure/Ábeskojávri, juste au sud du lac de même nom. Le chemin continue ensuite vers le sud, franchissant la frontière du parc et continuant au-delà de la limite des bouleaux. Des ponts permettent la traversée des rivières tout au long du chemin et des aires de repos sont aménagées à certains endroits. La portion de chemin dans le parc est commune avec le Nordkalottleden, un autre grand sentier de randonnée, inauguré en 1993, parcourant le nord de la Suède, de la Norvège et de la Finlande. Plusieurs autres chemins parcourent le parc, permettant d'aller par exemple sur le mont Njullá ou vers Lapporten.
Outre par la randonnée, il est possible de monter le long du mont Njullá grâce à des télésièges. Ceci permet en particulier d'admirer le soleil de minuit en été ou les aurores boréales en hiver. Une station touristique appelée Aurora Sky Station a même été créée sur les pentes de la montagne, juste à l'arrivée du télésiège, dans le but d'admirer ces aurores, incluant aussi une exposition et un restaurant. Le télésiège est aussi utilisé dans le cadre des activités de ski alpin, le versant est de la montagne, au sein du parc, étant utilisé comme piste de ski en hiver.